# Elecciones provinciales de La Pampa de 1960
Las elecciones generales de la provincia de La Pampa de 1960 tuvieron lugar el domingo 6 de marzo con el objetivo de elegir al Gobernador y al Vicegobernador, y a 21 diputados constituyentes que redactarían una nueva constitución para la naciente provincia de La Pampa. Se trató de las segundas elecciones desde la provincialización del territorio en 1951, y las primeras después del golpe de Estado de septiembre de 1955, que derrocó al gobierno constitucional de Juan Domingo Perón y proscribió al peronismo de la vida política argentina.
El golpe de Estado había anulado la constitución promulgada en 1953, que había sido instaurada por una convención constituyente elegida en elecciones boicoteadas por la oposición antiperonista. La intentona constituyente del gobierno de facto instaurado en 1955 fracasó en La Pampa debido a que la Unión Cívica Radical Intransigente (UCRI), partido ganador de dichas elecciones, boicoteó la convención y no llegó a aprobar una nueva carta magna para la provincia. Por tal motivo, La Pampa permaneció bajo intervención federal tras la llegada al poder de Arturo Frondizi, candidato de la UCRI, en 1958, debiendo programarse nuevamente elecciones para 1960. Se debía elegir al Gobernador y Vicegobernador de la provincia para un mandato de cuatro años, así como a 21 escaños de una Cámara de Diputados provinciales y otros 21 convencionales constituyentes.
La opositora Unión Cívica Radical del Pueblo (UCRP), el Partido Socialista Argentino (PSA) y el Partido Demócrata Cristiano (PDC) resolvieron boicotear las elecciones de fórmula gubernativa y diputados provinciales por considerar que estas no era legítimas, al no realizarse al amparo de un texto constitucional que las regulase. Todos los partidos presentaron listas para la elección constituyente, mientras que para la elección de cargos provinciales el oficialismo postuló el binomio Ismael Amit-Ernesto Antonio Tonelli, siendo el único partido concurrente y garantizando su absoluto control sobre el estado provincial. El PDC presentó a su vez una lista legislativa, pero no un candidato a gobernador. Aunque la elección de convencionales constituyentes fue mucho más competitiva que la anterior, en la que solo participó el Partido Peronista (PP), su proscripción y el boicot de los demás partidos impidió que la elección pudiera ser completamente libre y justa, considerando la UCRP en un comunicado previo a la elección que los comicios estarían «viciados de nulidad».
La fórmula Amit-Tonelli ganó la gobernación automáticamente y la UCRI se quedó, de acuerdo con el sistema de lista incompleta, con 14 de los 21 escaños en la Cámara de Diputados contra 7 del PDC, que obtuvo los votos restantes. Del mismo modo, el partido obtuvo la victoria en las elecciones de convencionales constituyentes por holgado margen, aunque el número de votos en blanco fue muy elevado (28,77%) en representación de los peronistas que optaron por expresarse de ese modo debido a la proscripción. La UCRP obtuvo la minoría en la convención constituyente. La UCRI se impuso en catorce de los veintidós departamentos de la provincia, contra siete en los que se impuso la UCRP y uno en el que ganó el PSA. La participación fue del 85.30% del electorado registrado. Se realizaron algunas denuncias el día posterior a los comicios, de parte de la UCRP y otros partidos, pero fueron desestimadas. Los cargos electos asumieron el 1 de mayo de 1960.
Amit asumió como gobernador el 1 de mayo de 1960. Sin embargo, no completó su mandato constitucional ya que fue derrocado en medio del golpe de Estado del 29 de marzo de 1962.

## Resultados

### Gobernador y Vicegobernador
|  | 100.00 % |

|  | 29.50 % |

|  | 70.38 % |

|  | 0.12 % |

|  | 100.00 % |

|  | 85.30 % |

### Cámara de Diputados
|  | 78.86 % |

|  | 21.14 % |

|  | 36.63 % |

|  | 63.37 % |

|  | 100.00 % |

|  | 85.30 % |

### Convención Constituyente
|  | 40.99 % |

|  | 35.36 % |

|  | 12.76 % |

|  | 10.89 % |

|  | 70.23 % |

|  | 28.41 % |

|  | 1.36 % |

|  | 100.00 % |

|  | 85.30 % |